# بنو وقید (یمن)
 بنو وقید  نام روستایی ایست در ناحیهٔ (بلاد الطعام) وأعمال ریمه، از توابع استان رَیمه در کشور یمن در شبه جزیره عربستان است. 

## جمعیت
جمعیت آن (۸۷۷ ) نفر (۳۰ خانوار) می‌باشد.